# Złoty żuk
Złoty żuk (ang. The Gold Bug) – nowela Edgara Allana Poego, której akcja rozgrywa się na Sullivan’s Island w Karolinie Południowej. Przedstawiono w niej historię rozwiązywania zaszyfrowanej wiadomości i poszukiwania ukrytego skarbu. Tym utworem Poe wygrał konkurs literacki ogłoszony przez filadelfijski dziennik „Dollar Newspaper”. Nagroda dla autora wyniosła 100 dolarów, a Złoty żuk został opublikowany po raz pierwszy na łamach gazety w 1843 roku.

## Treść
William Legrand, ukąszony przez złotego żuka, popada w obsesję na punkcie poszukiwań skarbów. Zawiadamia o tym swego przyjaciela, „narratora”, prosząc go o natychmiastowe przybycie do jego domu na Sullivan’s Island w Karolinie Południowej (dzisiaj przedmieście Charleston). Po przybyciu przyjaciela Legrand informuje go, że wraz ze swym czarnoskórym niewolnikiem, Jupiterem, zaczęli poszukiwania skarbu. Narrator ma poważne wątpliwości, czy Legrand przypadkiem nie oszalał. Jednak podążając za zaszyfrowanymi wskazówkami odnajdują skarb zakopany przez pirata Williama Kidda, którego wartość narrator szacuje na około 14 milionów dolarów. Po zabezpieczeniu znaleziska Legrand wyjaśnia jak dowiedział się o jego położeniu, bazując na danych, które dotarły doń po odkryciu złotego żuka.
Historia zawiera motywy kryptologiczne ze szczegółowym wyjaśnieniem rozwiązania prostego szyfru podstawieniowego zawierającego ciąg znaków.

## Analiza
Chociaż Poe nie wynalazł „sekretnego pisania” czy kryptografii (inspiracją dla niego była najprawdopodobniej powieść Robinson Crusoe), to z pewnością przyczynił się do jego spopularyzowania. Dla większości ludzi w XIX wieku kryptografia była czymś zagadkowym, a ci, którzy byli w stanie złamać zaszyfrowany kod wiadomości, byli postrzegani prawie jako obdarzeni nadprzyrodzonymi zdolnościami. Poe zwracał uwagę na kryptografię, jako na nowość, w cyklu artykułów publikowanych przez cztery miesiące na łamach „Alexander’s Weekly Messenger” w 1840 roku. Prosił czytelników, by przedstawiali własne szyfry, chwaląc się, że może łatwo złamać każdy z nich. W lipcu 1841 roku opublikował artykuł Some Words on Secret Writing w „Graham’s Magazine” i zdając sobie sprawę z zainteresowania tematem, napisał Złotego żuka. Był to jeden z niewielu utworów literackich, w których szyfr stanowił integralną część historii. Postać z tego utworu, Legrand, wyjaśnia swoją zdolność do złamania szyfru w podobny sposób, jak robi to sam autor w artykule Some Words on Secret Writing.

## Znaczenie
Poe odegrał główną rolę w popularyzacji kryptogramów w gazetach i czasopismach w tamtym okresie i nie tylko. William Friedman, najważniejszy amerykański kryptolog, zainteresował się kryptografią po przeczytaniu Złotego żuka, jeszcze jako dziecko. Owo zamiłowanie wykorzystał potem deszyfrując japońską maszynę szyfrującą Purple podczas II wojny światowej. W Złotym żuku po raz pierwszy został użyty termin kryptograf (jako przeciwieństwa do kryptogramu). Thomas Holley Chivers, przyjaciel Poe, mówił, że zapoczątkował on Złotym żukiem złotą erę swojego literackiego życia. Chociaż utwór jest zwykle uważany za nowelę detektywistyczną, nie reprezentuje on technicznie rzecz biorąc tego gatunku, gdyż Legrand zataja dowód, do momentu, kiedy podane jest rozwiązywanie.

## Publikacja

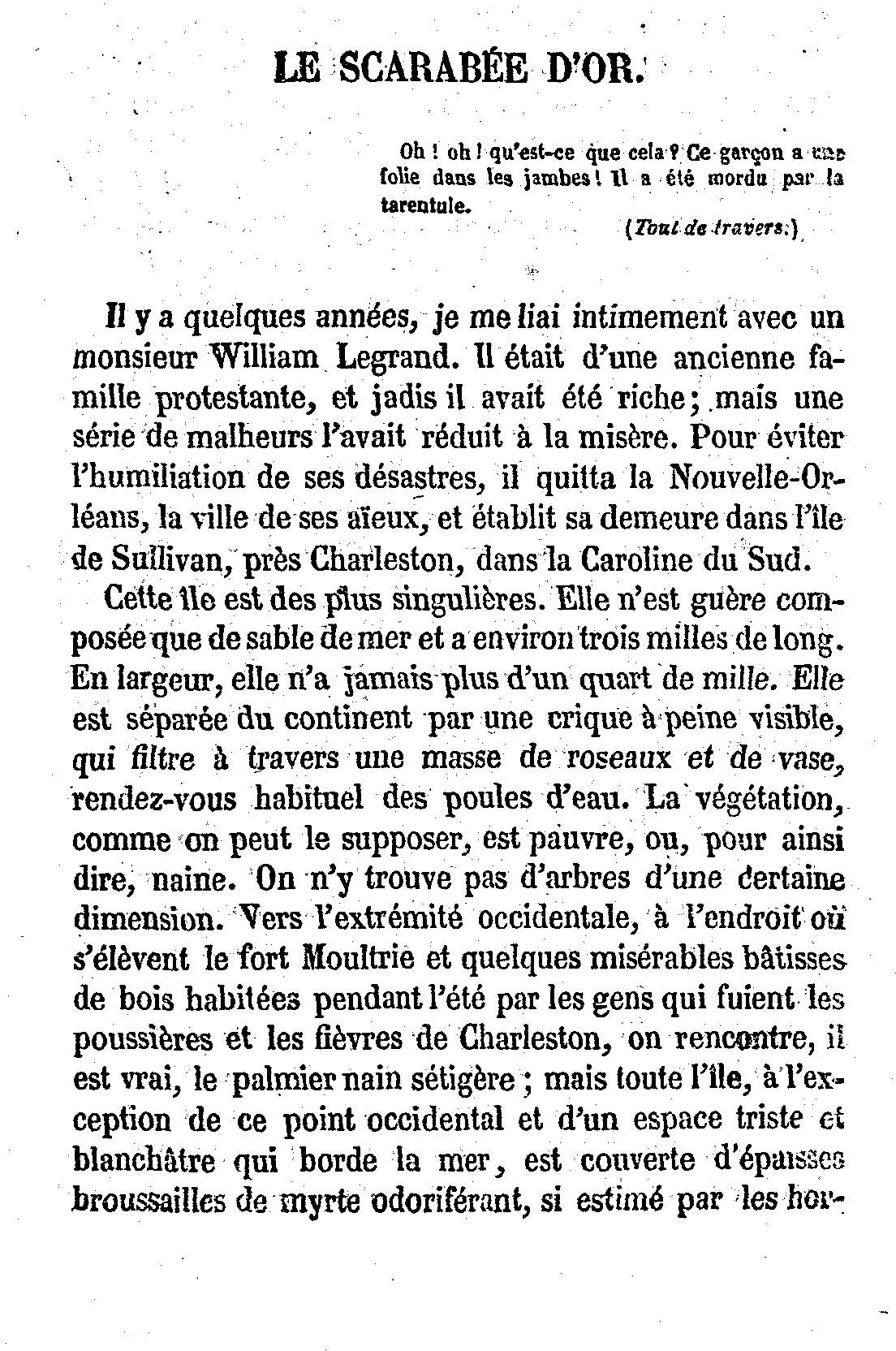
Francuski przekład Złotego żuka autorstwa Charles’a Baudelaire’a

Poe sprzedał pierwotnie Złotego żuka George’owi Grahamowi z magazynu „Graham’s Magazine” za 52 dolary, ale poprosił o zwrot noweli po tym, gdy usłyszał o konkursie pisarskim zorganizowanym przez „Dollar Newspaper”. Wygrał nagrodę główną, otrzymał 100 dolarów, a nowela została opublikowana w dwóch częściach 21 czerwca i 28 lipca 1843 roku w gazecie. Ponownie opublikowano ją także w trzech częściach w „Saturday Courier” w Filadelfii 24 czerwca, 1 lipca, oraz 8 lipca. Dwie ostatnie części pojawiły się na pierwszych stronach i zawierały ilustracje F. O. C. Darley’a. Późniejsze przedruki w amerykańskich gazetach uczyniły Złotego żuka najbardziej poczytną nowelą opublikowaną za życia autora. W maju 1844 roku Poe podał, że utwór rozszedł się w liczbie 300 tys. egzemplarzy. Jak pisał sam autor w liście z 1848 roku, „opowieść robi dużo szumu”. Zapłata w wysokości 100 dolarów była prawdopodobnie najwyższym honorarium za pojedynczą pracę w jego życiu.
Popularności utworu towarzyszyły kontrowersje. W miesiąc po publikacji Poe został oskarżony o współpracę z komitetem przydzielającym nagrody przez filadelfijskie „Daily Forum”. Poe wniósł sprawę do sądu o zniesławienie przeciwko redaktorowi gazety Francisowi Duffee. Sprawa nie znalazła jednak swojego finału.
Francuskie tłumaczenie Złotego żuka z 1845 roku zostało przełożone na język rosyjski w 1847 roku, co było literackim debiutem Poego w Rosji.

## Adaptacje
Nowela okazała się na tyle popularna, że powstała jej wersja sceniczna, której premiera odbyła się 8 sierpnia 1843 roku. Producentem był Silas S. Steele, a wykonawcą zespół American Theatre w Filadelfii. Redaktor filadelfijskiej gazety „The Spirit of the Times” pisał, że przedstawienie ciągnęło się za długo i było raczej nużące. Szkielet całości był wystarczająco dobry, lecz wymagał uzupełnienia. Adaptacja utworu pojawiła się w „ABC Weekend Special” 2 lutego 1980 roku (sezon 3, epizod 7). Została ona wyreżyserowana przez Roberta Fuesta, a sztuka została napisana przez Edwarda Pomerantza.
Szyfr Poego był inspiracją opowiadania Tańczące sylwetki.